# Exécutif Geens III
L'exécutif Geens III est un gouvernement flamand bipartite composé de démocrates-chrétiens et de libéraux. Il compte 9 ministres.
Cet exécutif fonctionne du 3 février au 24 octobre 1988. Il sera suivi de l'exécutif Geens IV. 

## Composition
| Fonction                                                                                 | Titulaire | Titulaire         | Parti |
| ---------------------------------------------------------------------------------------- | --------- | ----------------- | ----- |
| Président de l’Exécutif Ministre de l’Économie                                           |           | Gaston Geens      | CVP   |
| Vice-Président Ministre des Finances et du Budget                                        |           | Louis Waltniel    | PVV   |
| Ministre communautaire de la Famille, la Santé publique et de Bien-être                  |           | Jan Lenssens      | CVP   |
| Ministre communautaire de l’Emploi, de la Formation et de la Fonction publique           |           | Théo Kelchtermans | CVP   |
| Ministre communautaire de la Culture                                                     |           | Patrick Dewael    | PVV   |
| Ministre communautaire de l’Environnement, du Milieu rural et de la Politique des P.M.E. |           | Jozef Dupré       | CVP   |
| Ministre communautaire de l’Enseignement et des Affaires bruxelloises                    |           | Hugo Weckx        | CVP   |
| Ministre communautaire des Affaires intérieures et de l’Aménagement du territoire        |           | Edward Beysen     | PVV   |
| Ministre communautaire du Logement                                                       |           | Paul Breyne       | CVP   |